# Bob Kasten
Robert Walter Kasten, Jr. dit Bob Kasten, né le 19 juin 1942 à Milwaukee, est un homme politique américain membre du Parti républicain. Il représente le Wisconsin à la Chambre des représentants des États-Unis puis au Sénat.

## Biographie
Bob Kasten est diplômé de l'université de l'Arizona en 1964 puis de l'école de commerce de Columbia en 1966. Il sert dans la Garde nationale aérienne du Wisconsin de 1966 à 1972. Il devient ensuite vice-président du marketing et directeur des ventes d'une entreprise de fabrication de chaussures.
Il est élu au Sénat du Wisconsin en 1972. Deux ans plus tard, il entre à la Chambre des représentants des États-Unis. Il est réélu en 1976. En 1978, il se présente au poste de gouverneur du Wisconsin mais perd les primaires républicaines. Il est élu au Sénat des États-Unis en 1980. En 1986, il est candidat à un second mandat. Il affronte le démocrate Ed Garvey. S'il est considéré le favori de l'élection (dominant Garvey d'environ dix points), Kasten est attaqué pour avoir été arrêté en état d'ébriété alors que se tenaient des débats sur une loi agricole pour les fermiers du Wisconsin. Il est réélu. Lors de sa troisième campagne sénatoriale, Kasten semble en difficulté face à Russ Feingold. Il réussit cependant à attaquer le démocrate et remonte dans les sondages. Il est finalement battu par Feingold, qui rassemble 53 % des suffrages.
Il crée par la suite sa propre entreprise de conseil, Kasten & Co, spécialisée en commerce et en banque internationale. Il devient conseiller en politique étrangère de Donald Trump lors de la campagne présidentielle de 2016.